# Rotkehlspecht
Der Rotkehlspecht (Celeus loricatus) ist eine Vogelart aus der Familie der Spechte (Picidae). Dieser kleine und insgesamt überwiegend bräunliche Specht hat ein relativ kleines Verbreitungsgebiet, das vom zentralen Mittelamerika bis in den Nordwesten Südamerikas reicht. Die Art bewohnt fast ausschließlich feuchte bis nasse tropische Wälder der Niederungen und Vorberge. Die offenbar in allen Strata des Waldes gesuchte Nahrung besteht, soweit bekannt, aus Ameisen und Termiten sowie Früchten.
Die Art gilt als wenig häufig, der Weltbestand wird jedoch als stabil eingeschätzt und ernsthafte Gefährdungen sind derzeit nicht erkennbar. Der Rotkehlspecht wird von der IUCN daher als ungefährdet („least concern“) eingestuft.

## Beschreibung
Rotkehlspechte sind kleine Spechte mit einer nicht sehr ausgeprägten Haube. Der Schnabel ist recht kurz, fast punktförmig zugespitzt, am First leicht nach unten gebogen und an der Basis schmal. Die Körperlänge beträgt etwa 19–23 cm, das Gewicht 74–83 g. Diese Spechte sind damit etwa so groß und schwer wie ein Mittelspecht. Die Art zeigt hinsichtlich der Färbung einen deutlichen Geschlechtsdimorphismus.
Bei Männchen der größten und nördlichsten Unterart C. l. diversus ist fast die gesamte Oberseite einschließlich Oberflügeldecken, Schirmfedern und Oberschwanzdecken auf kastanienbraunem Grund schmal schwarz gebändert. Der Bürzel zeigt diese Bänderung auf etwas hellerem Grund. 
Die schwärzlichen Schwingen zeigen sehr breite rotbraune Bänder. Die Steuerfedern sind oberseits auf schwarzem Grund sehr breit zimtbeige bis weißlich gebändert. Die gesamte Unterseite des Rumpfes ist rötlich zimtfarben, zum Bauch hin wird die Grundfarbe heller. Die Brust zeigt auf diesem Grund eine kräftige, schwarze, schuppenartige Bänderung; auf Flanken und Bauch ist diese Bänderung eher pfeilspitzenartig. Die Unterflügeldecken sind rotbraun, die ebenfalls rotbraunen Schwingenunterseiten sind schwarz gebändert. Der Unterseite des Schwanzes ist wie die Oberseite gefärbt, aber insgesamt heller.
Fast der gesamte Kopf ist rotbraun-zimtfarben, Stirn, Oberkopf und Haube sind breit schwarz gestrichelt. Kinn, Kehle und Bartstreif sind schwarz mit roten Federspitzen, eine schwache Rotfärbung kann auch hinter und über den Augen vorhanden sein.
Der Schnabel ist grünlich gelb, der Schnabelfirst hornfarben. Beine und Zehen sind bräunlich grau. Die Iris ist rot.
Weibchen fehlen die roten Partien an Kinn, Kehle und Bartstreif, diese Bereiche sind wie der übrige Kopf rotbraun-zimtfarben.

## Lautäußerungen
Der häufigste Ruf ist eine kräftige, leicht pfeifende und durchdringende Reihe von drei bis fünf Lauten wie „peee-peew-peu-pu, phet-phet-phet-phet“ oder „wheeet, wheet, wheetit“, die in Höhe und Amplitude auf- und absteigen. Dieser Ruf wird gelegentlich mit einem „chuweéoo“ eingeleitet. Bei Erregung wird ein scharfes, absteigendes, rollendes, papageienähnliches Schwätzen geäußert. Die Trommelwirbel sind relativ langsam und kurz.

## Verbreitung und Lebensraum
Dieser Specht hat ein relativ kleines Verbreitungsgebiet, das vom zentralen Mittelamerika bis in den Nordwesten Südamerikas reicht. Das Areal erstreckt sich von Nicaragua über Costa Rica und Panama bis in den Norden und Westen Kolumbiens und bis in den Nordwesten Ekuadors. Die Größe des Gesamtverbreitungsgebietes wird auf 298.000 km² geschätzt.
Die Art bewohnt fast ausschließlich feuchte bis nasse tropische Wälder und wird nur sehr selten in trockeneren Lebensräumen beobachtet. Gelegentlich besuchen diese Spechte Waldsäume, angrenzende halboffene Wälder, alte Sekundärwälder und Lichtungen. Rotkehlspechte sind weitgehend auf Niederungen und Vorberge beschränkt und kommen in Costa Rica und Panama von Meereshöhe bis in 760 m Höhe vor, in Kolumbien bis 1500 m Höhe.

## Systematik
Winkler et al. erkennen vier wenig differenzierte Unterarten an, die zudem alle eine erhebliche individuelle Variabilität aufweisen:
- Celeus l. diversus Ridgway, 1914 – Nördlicher Teil des Verbreitungsgebietes, von Nicaragua bis in den Westen Panamas. Die größte Unterart, sie ist oben beschrieben.
- Celeus l. mentalis  Cassin, 1860 – Südlich an vorige Unterart anschließend, Panama und Nordwesten Kolumbiens. Kleiner als vorige Unterart, Unterseite heller und insgesamt schwächere schwarze Bänderung.
- Celeus l. loricatus  (Reichenbach, 1854) – Westen Kolumbiens und Westen Ekuadors. Ähnlich Celeus l. diversus, aber Oberseite etwas stärker gebändert, Unterseite dunkler und dichter gebändert.
- Celeus l. innotatus  Todd 1917 – Norden Kolumbiens. Ähnlich Celeus l. mentalis, aber dunkle Zeichnungen noch schwächer, Oberseitenbänderung sehr spärlich oder sogar völlig fehlend, dunkle Oberkopfstrichelung ebenfalls gelegentlich fehlend, Unterseite nur mit einigen dunklen Flecken auf der Brust.

## Lebensweise
Rotkehlspechte werden meist einzeln oder in Paaren angetroffen und schließen sich nur selten gemischten Vogelschwärmen an. Die offenbar in allen Strata des Waldes gesuchte Nahrung besteht aus Ameisen und Termiten sowie Früchten. Die Nahrung wird häufig an Jungbäumen und Büschen und dünnen Stämmen, Zweigen und Ästchen gesucht. Diese Spechte hacken häufig und erlangen Nahrungsobjekte auch regelmäßig durch Ablesen.
Die Fortpflanzung erfolgt in Costa Rica von März bis Mai, in Kolumbien von Januar bis April. Die Höhlen werden von beiden Partnern in 6 bis 9 m Höhe im weichen Holz lebender oder frisch abgestorbener Bäume angelegt. Weitere Angaben zur Brutbiologie gibt es bisher nicht.

## Bestand und Gefährdung
Schätzungen zur Größe des Weltbestandes liegen bisher nicht vor. Die Art gilt als wenig häufig, der Weltbestand wird jedoch als stabil eingeschätzt und ernsthafte Gefährdungen sind derzeit nicht erkennbar. Der Rotkehlspecht wird von der IUCN daher als ungefährdet („least concern“) eingestuft.